# 東広島市立吉川小学校
東広島市立吉川小学校（ひがしひろしましりつ よしかわしょうがっこう）は、広島県東広島市八本松町吉川にある市立小学校。

## 概要
東広島市の南西部にある。校区は旧賀茂郡吉川村であり、周辺には日本の美しい農村風景100選に選ばれた田園風景が広がっている。

また、吉川小学校は小規模特認校に指定されており、市内在住の希望する保護者の児童は､学区外から入学・転入学することができる。

## 沿革
- 1873年 - 開校。その後、改称と移転を繰り返す。
- 1947年 - 吉川村立吉川小学校と改称。
- 1955年 - 新校舎落成。
- 1956年 - 校歌制定。村合併・町制施行により八本松町立吉川小学校と改称。
- 1967年 - プール完成。
- 1974年 - 町合併・市制施行により東広島市立吉川小学校と改称。
- 1986年 - 新体育館落成。
- 1987年 - 新校舎落成。
- 2004年 - 小規模特認校制度導入。

## 学校行事
| - 4月 - 入学式、遠足 - 5月 - 修学旅行 - 6月 - 野外学習 | - 7月 - 夏祭り - 8月 - 平和学習 - 9月 - 運動会 | - 10月 - - 11月 - 学習発表会 - 12月 - 焼きいも集会 | - 1月 - - 2月 - ふるさとありがとう集会 - 3月 - 卒業式 |

## 通学区域
- 東広島市
  - 八本松町原の一部
  - 八本松町吉川

## 進学先中学校
- 東広島市立八本松中学校

## 周辺
- 吉川工業団地
  - エルピーダメモリ広島工場
- 念仏の森